# 臭化銀(I)
臭化銀(I)（しゅうかぎん いち、英: silver(I) bromide）とは、ハロゲン化銀の一種で、銀の臭化物。黄色の固体である。化学式 AgBr。CAS登録番号[7785-23-1]。天然には臭銀鉱（あるいは臭化銀鉱、bromargyrite）という鉱物として、主にメキシコなどで産出される。

## 製法
臭化物イオンを含む溶液に硝酸銀水溶液を加えることで沈殿として生成する。
{\displaystyle {\ce {Ag^+(aq)\ + Br^-(aq) -> AgBr}}}

## 性質
融点432 °C。比重6.47。水にほとんど不溶（20 °Cにおける溶解度は0.02 mg/100 ml）。溶解度積は以下の通りである。
{\displaystyle {\ce {AgBr\ \rightleftarrows \ Ag^{+}(aq)\ +Br^{-}(aq),}}} {\displaystyle K{\rm {_{sp}=4\times 10^{-13}}}}
シアン化アルカリ、チオ硫酸ナトリウム水溶液には錯体を生成して溶解し、濃アンモニア水には少量溶解する。熱濃硝酸にも可溶。
{\displaystyle {\ce {AgBr + 2CN^- <=> [Ag(CN)2]^- + Br^- ,}}}{\displaystyle K{\rm {_{sp}=1.2\times 10^{8}}}}
{\displaystyle {\ce {AgBr + 2S2O3^{2^-}<=> [Ag(S2O3)2] ^{3^-}+ Br^- ,}}} {\displaystyle K=11}
{\displaystyle {\ce {AgBr + 2NH3 <=> [Ag(NH3)2]^+ + Br^- ,}}}{\displaystyle K=8\times 10^{-6}6}
濃厚な臭化物の水溶液にも錯体を生成して多少溶解する。
{\displaystyle {\ce {AgBr + 3Br^- <=> [AgBr4]^{3-},}}}{\displaystyle K=3\times 10^{-4}}
バンドギャップは2.5 eV。臭化銀(I)は半導体の一種であり、光により分解するため、写真の感光剤として19世紀より用いられている。

## 結晶構造
結晶は塩化ナトリウム型構造であり、その格子定数はa = 5.768 Å、Ag-Br 結合距離は2.88 Åである。

## 感光剤
写真感光剤として臭化銀を生成する場合は、良質の結晶を沈殿させるため、ゼラチン等の保護コロイドを入れた水溶液中で、連続的に撹拌させながら、臭化カリウム水溶液と硝酸銀水溶液を同時に混入する。この時、流入速度をコントロールして、所定の水溶液中の銀イオン濃度プロファイルを維持する。この値は、通常対数値をとって pAg と呼ばれるが、非常に重要なパラメタである。ゼラチン濃度が十分で、銀イオン濃度が十分低い条件では、正八面体の結晶が得られる。最近では、双晶面を二つ以上含む平板粒子が特にフィルム用に多く使われる。